# Krajnikov dol
Krajnikov dol ali Jezero v Krajnikovem dolu je Pivško presihajoče jezero v bližini vasi Selce. Je drugo najsevernejše Pivško presihajoče jezero ter najsevernejše v krajinskem parku Pivških presihajočih jezer. Jezero leži le pol metra nižje od Jeredovc, zato se tudi to jezero le redko vidi. Leži v manjši istoimenski kotanji nepravilne oblike.

## Vodostaj
Jezero se napolni le redko, saj leži dokaj visoko glede na strugo Pivke v okolici. Jezero prevzame obliko kotanje in za razliko od Jeredovc se tu ne razlije čez bregove. Spada med manjša Pivška presihajoča jezera. Njegovega povprečnega vodostaja se ne meri.

## Rastlinje
Na dnu kotanje uspevajo ekstenzivna suha in polsuha travišča, ki jih najdemo tudi po drugih manjkrat vidnih presihajočih jezerih. Najbolj se pojavljajo vzhodna submediteranska travišča (Scorzoneretalia villosae), od teh največ submediteranskoilirski (vzhodnosubmediteranski) travniki ter pašniki. Okolico jezera porašča gozd.

## Jezero & ljudje

### Prepoznavnost
Leta 2007 je Tanja Vasilevska izvedla anketo o prepoznavnosti jezer. Anketirala je 87 prebivalcev naselij v Pivški kotlini, ki so bili različnih starosti in z različno stopnjo izobrazbe. Podatki so prikazani v spodnji tabeli.
| kraj       | % anketirancev, ki pozna jezero |
| ---------- | ------------------------------- |
| Postojna   | 0                               |
| Prestranek | 0                               |
| Žeje       | 80                              |
| Petelinje  | 0                               |
| Pivka      | 0                               |
| Klenik     | 0                               |
| Palčje     | 7,7                             |
| Knežak     | 0                               |
| Zagorje    | 45,5                            |
| Bač        | 25                              |
| Šembije    | 0                               |

Jezero spada med najslabše poznana jezera.

### Zemljišča
Jezero leži na zemljiščih št. 575, 577/1, 577/2, 578, 580/1 in 580/2 v katastrski občini 2500 (Selce). Ta so v večini travniki.

### Zaščitenost
Jezero je ekološko pomembno območje in tudi potencialno posebno varstveno območje. Je del Nature 2000 in Nature 2000 območja za ptice (IBM območje).